# Lucho González
Luis Óscar »Lucho« González, argentinski nogometaš in trener, * 19. januar 1981, Buenos Aires, Argentina.
Sodeloval je na nogometnemu delu poletnih olimpijskih iger leta 2004.